# Francesco Della Lunga
Francesco Della Lunga, né le 2 mai 2001 à Arezzo, est un coureur cycliste italien. 

## Biographie
Francesco Della Lunga est originaire d'Arezzo, une localité située en Toscane. Sur les conseils d'un ami de son père, il commence le cyclisme vers l'âge de sept ans. Sa carrière débute à la Pedale Toscano Ponticino, un club basé dans sa région natale. Dans les catégories de jeunes, il se fait rapidement remarquer par ses qualités au sprint,. Il s'impose notamment à dix reprises en 2015. 
En 2017, il est sélectionné en équipe nationale pour participer au Festival olympique de la jeunesse européenne. Il intègre ensuite un club junior de Cerreto Guidi. Bon sprinteur, il obtient six nouvelles victoires en 2019. Il termine par ailleurs deuxième d'une étape de la Course de la Paix juniors. Après ses performances, il intègre l'équipe continentale Colpack-Ballan en 2020. Ses débuts sont cependant perturbés par la pandémie de Covid-19, qui interrompt une bonne partie du calendrier. 
Lors de l'année 2022, il décroche trois succès individuels. Il se classe notamment deuxième de La Popolarissima, une course réputée chez les sprinteurs italiens. À cette occasion, il réalise un doublé avec son coéquipier Nicolás Gómez,. En 2023, il termine à nouveau deuxième de La Popolarissima, derrière un autre équipier. Il gagne aussi l'épreuve Florence-Empoli, inscrite au calendrier national italien. Sa deuxième partie de saison est en revanche entravée par une mononucléose. Il parvient toutefois à devenir champion d'Italie du contre-la-montre par équipes espoirs, avec la Team Colpack. 
Après ses quatre saisons passées dans les rangs espoirs, il rejoint le club Hopplà-Petroli Firenze-Don Camillo en 2024. Au printemps, il remporte au sprint massif le Trophée de la ville de Castelfidardo. Il s'agit de son premier triomphe acquis sur une compétition inscrite au calendrier de l'UCI. Chez les amateurs, il se montre régulier en signant trois nouvelles victoires et diverses places d'honneur.

## Palmarès et résultats

### Palmarès par année
- 2022
  - Trofeo Cleto Maule
  - 1re et 4e étapes du Tour de Vénétie
  - 2e de La Popolarissima
  - 2e du Gran Premio della Possenta
  - 3e du Trophée Visentini
- 2023
  -  Champion d'Italie du contre-la-montre par équipes espoirs
  - Florence-Empoli
  - 2e de La Popolarissima
  - 3e de la Coppa Zappi
- 2024
  - Pasqualando
  - Coppa Ardigò
  - Trofeo Casa del Popolo Tripetetolo
  - Trophée de la ville de Castelfidardo
  - 2e du Gran Premio Polverini Arredamenti

### Classements mondiaux
| Année                                 | 2021  | 2022  | 2023  | 2024 |
| ------------------------------------- | ----- | ----- | ----- | ---- |
| Classement mondial                    | 2339e | 1307e | 1119e | 961e |
| UCI Europe Tour                       | 1561e | 907e  | 773e  | nc   |
|                                       |       |       |       |      |
| Légende : nc = non classéSource : UCI |       |       |       |      |